# Schöneiche bei Berlin
Artikeln handlar om orten öster om Berlin. Ej att förväxla med stadsdelen Schöneiche i Zossen.
Schöneiche bei Berlin är en kommun och ort öster om Berlins stadsgräns, belägen i Landkreis Oder-Spree i förbundslandet Brandenburg. Kommunen utgör en tätbefolkad villaförort till Berlin, som en del av Berlin/Brandenburgs storstadsområde.

## Schöneiche bei Berlins spårväg
Schöneiche bei Berlins spårväg består endast av linje 88. Spårvägen på 14,1 km, sammanbinder orten med Friedrichshagens pendeltågsstation i Berlinstadsdelen Friedrichshagen.

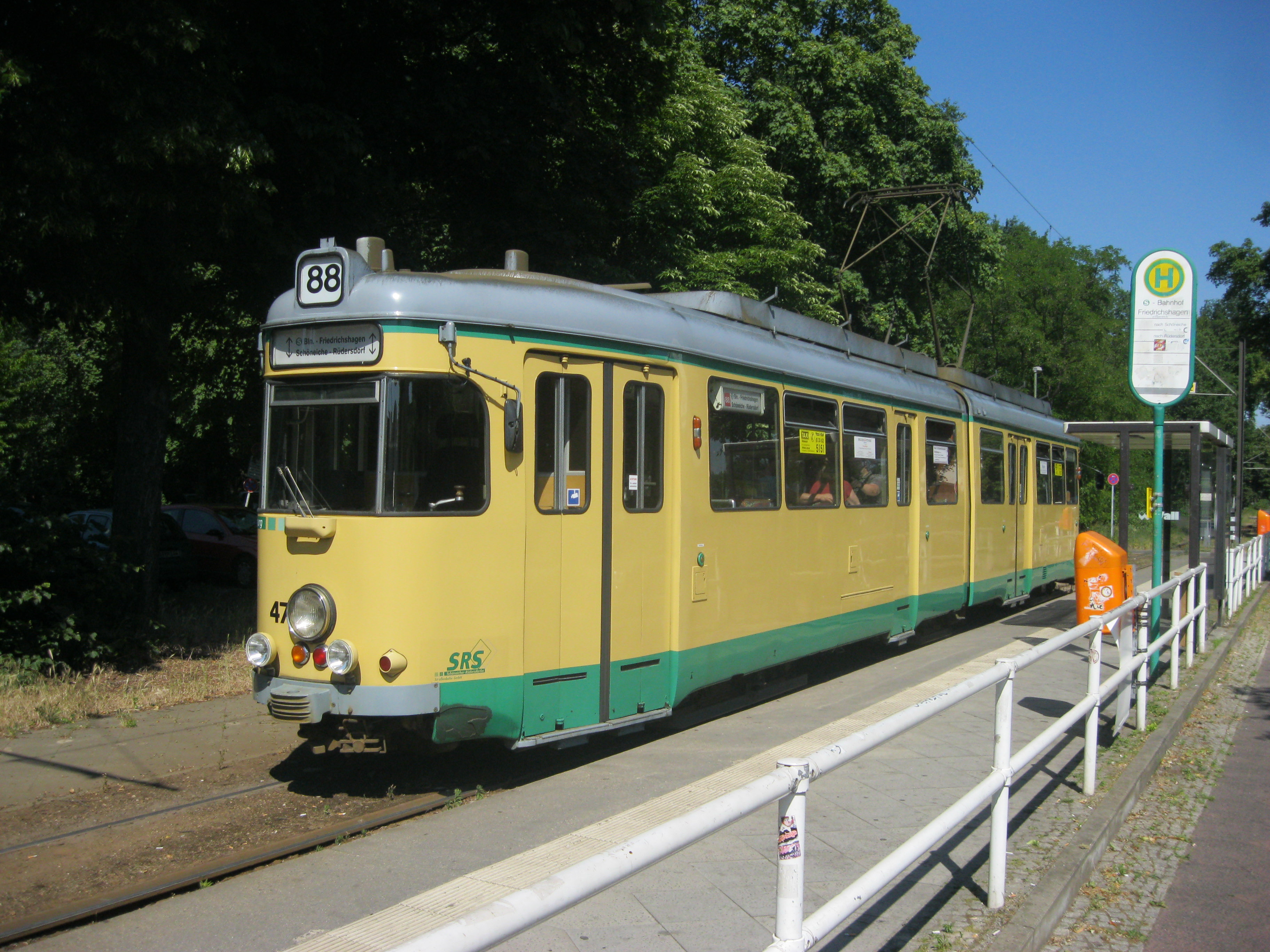
Spårvagn linje 88
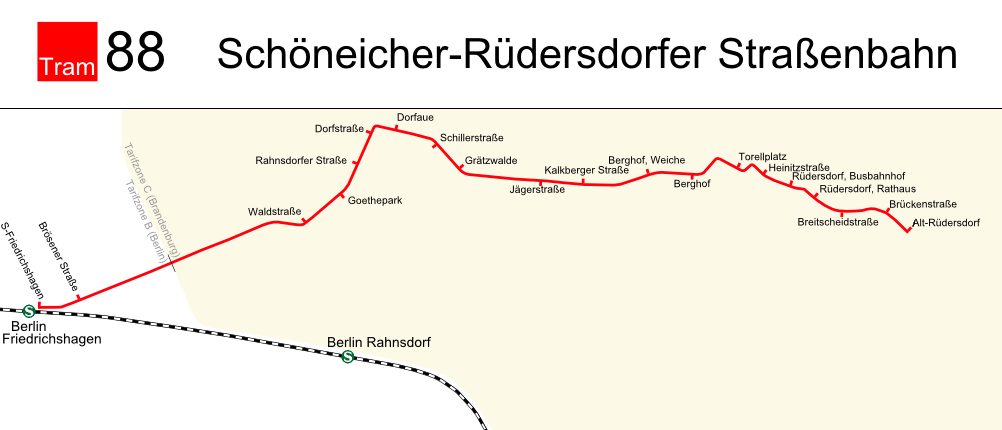
Karta över Schöneiche bei Berlins spårväg

## Befolkning
- Befolkningsutvecklingen i de nuvarande gränserna (Blå linje: Befolkning—Prickade linjen: Jämförelse med utvecklingen av Brandenburg—Grå bakgrund: Period av Nazi styre—Röd bakgrund: Period av kommunistiskt styre)
- Aktuella befolkningsutveckling (blå linjen) och prognoser (prickade linjen).

| År   | Invånare |
| ---- | -------- |
| 1875 | 846      |
| 1890 | 1 005    |
| 1910 | 2 984    |
| 1925 | 4 727    |
| 1933 | 7 159    |
| 1939 | 9 153    |
| 1946 | 8 799    |
| 1950 | 9 561    |
| 1964 | 9 970    |
| 1971 | 10 175   |

| År   | Invånare |
| ---- | -------- |
| 1981 | 9 241    |
| 1985 | 8 906    |
| 1989 | 8 354    |
| 1990 | 8 199    |
| 1991 | 8 169    |
| 1992 | 8 151    |
| 1993 | 8 228    |
| 1994 | 8 619    |
| 1995 | 9 428    |
| 1996 | 10 013   |

| År   | Invånare |
| ---- | -------- |
| 1997 | 10 363   |
| 1998 | 10 806   |
| 1999 | 11 155   |
| 2000 | 11 299   |
| 2001 | 11 397   |
| 2002 | 11 493   |
| 2003 | 11 702   |
| 2004 | 11 871   |
| 2005 | 12 004   |
| 2006 | 12 047   |

| År   | Invånare |
| ---- | -------- |
| 2007 | 12 112   |
| 2008 | 12 129   |
| 2009 | 12 111   |
| 2010 | 12 196   |
| 2011 | 12 000   |
| 2012 | 11 990   |
| 2013 | 12 014   |
| 2014 | 12 154   |
| 2015 | 12 311   |
| 2016 | 12 337   |

| År   | Invånare |
| ---- | -------- |
| 2017 | 12 494   |
| 2018 | 12 666   |
| 2019 | 12 789   |
| 2020 | 12 899   |

Detaljerade källor anges i Wikimedia Commons..